# Маєвка (Мішкинський район)
Ма́євка (рос. Маевка, башк. Маевка) — присілок у складі Мішкинського району Башкортостану, Росія. Входить до складу Чураєвської сільської ради.
Населення — 49 осіб (2010; 40 у 2002).
Національний склад:
- марійці — 75 %